# Slovenský rozhlas

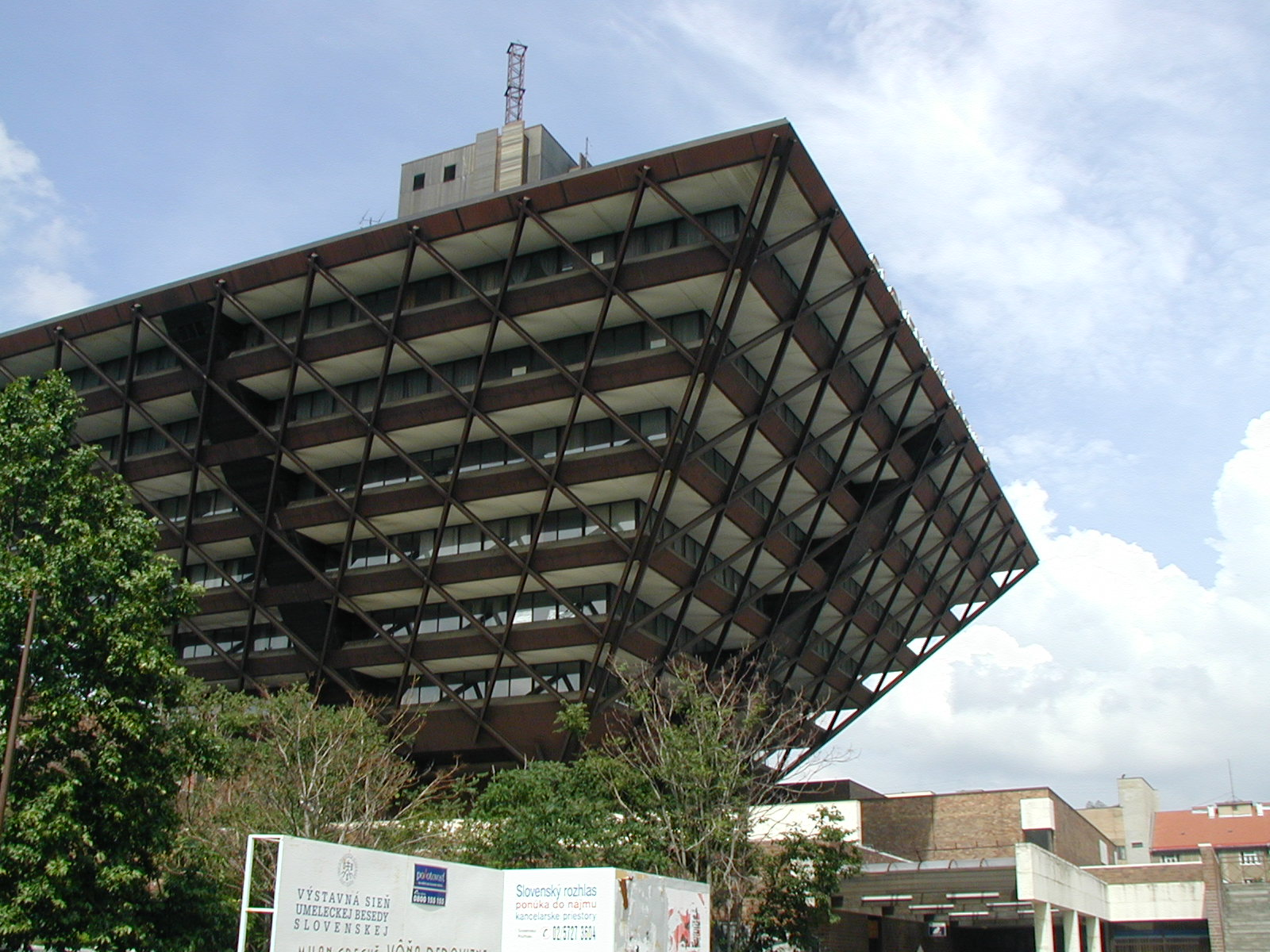
Ancien siège à Bratislava

Slovenský rozhlas (SRo) était l'organisme public de radiodiffusion de l'État slovaque. En 2011, il est intégré dans le nouveau groupe Rozhlas a televízia Slovenska (RTVS).

## Stations de radio
Le groupe possédait huit stations nationales et une internationale :
- Diffusion en FM:
  - Rádio Slovensko (SRo 1)
  - Rádio Regina (SRo 2)
  - Rádio Devín (SRo 3)
  - Rádio FM (SRo 4)
- Diffusion en AM:
  - Rádio Patria (SRo 5)
  - Radio Slovaquie Internationale (SRo6; RSI)
- Diffusion numérique:
  - Rádio Klasika (SRo 7)
  - Rádio Litera (SRo 8)
  - Rádio Junior (SRo 9)